# 야체크 브라치아크
야체크 브라치아크(폴란드어: Jacek Braciak, 1968년 5월 12일~)는 폴란드의 배우이다.

## 작품 목록

### 영화
- 볼타 (2017년)
- 캠퍼 (2016년)
- 은신 (2013년)
- 트래픽 디파트먼트 (2013년)
- 로즈 (2011년)
- 리틀 로즈 (2010년)
- 스플린터스 (2008년)
- 카틴 (2007년) - 클린 중위 역
- 여행 (2006년)
- 회복 (2006년)
- 마스터 (2005년)
- 에디 (2002년)